# Erythroxylum compressum
Erythroxylum compressum är en tvåhjärtbladig växtart som beskrevs av Johann Joseph Peyritsch. Erythroxylum compressum ingår i släktet Erythroxylum och familjen Erythroxylaceae. Inga underarter finns listade i Catalogue of Life.